# Maxmilián Josef Wratislav z Mitrovic
Maximilian Josef Oswald Wratislav z Mitrowicz (celým jménem Maxmilián Josef Osvald Eugen František Zikmund Antonín Wratislav z Mitrovic; 5. listopadu 1917 Dírná – 7. dubna 2002 Dírná) pocházel z hraběcí rodiny Wratislavů z Mitrovic.

## Život
Narodil se jako starší syn Josefa Oswalda Wratislava (1883–1966) a jeho manželky They Josefy, roz. Thun-Hohensteinové (1884–1978). Jeho mladší bratr Arnošt Josef (1922–?) v roce 1948 emigroval do Německa, kde strávil půl roku ve sběrném táboře. Potom bydlel půl roku v Austrálii a nakonec se usadil na Novém Zélandu.
Maxmilián Josef navštěvoval Jirsíkovo gymnázium v Českých Budějovicích. V roce 1937 úspěšně složil maturitu. Ve studiu pokračoval na Vysoké škole zemědělského a lesního inženýrství v Praze až do uzavření českých vysokých škol v roce 1939. V září 1939 byl stejně jako jeho otec Josef Oswald (1883–1966) a otcův strýc Maximilian Josef (1857–1940) signatářem Národnostního prohlášení české šlechty.
V roce 1945 se věnoval správě majetku. V roce 1950 přešel veškerý majetek do správy státu. Po vystěhování ze zámku bydlel v bývalém pivovaru.  V roce, kdy  byl jeho rodině zestátněn majetek, byl zatčen a po čtyřech měsících osvobozen. Byl zaměstnán u Státních lesů, kde pracoval jako traktorista a pak jako řidič nákladního vozu. V důchodu si přivydělával jako poštovní doručovatel. Vytvořil rodokmen rodu.
V roce 1968 cestoval s manželkou a dětmi po střední Evropě, navštívili Rakousko, Německo a Švýcarsko. Po okupaci Československa vojsky Varšavské smlouvy rodina v zahraničí nezůstala, ale vrátila se domů.
Po roce 1989 mu byl statek a zámek v Dírné navrácen.
Dne 12. dubna 2002 byl pohřben do rodinné hrobky na Novém hřbitově v Dírné poté, co byla odsloužena zádušní mše ve farním kostele sv. Vavřince.

## Rodina
Oženil se 25. září 1947 v kapli sv. Jiří na hradě Český Šternberk s Karolínou Sternbergovou (6. listopadu 1924 Praha – 10. července 2021 Dírná), dcerou Jiřího Douglase Sternberga (1888–1965) a jeho manželky Kunhuty, roz. Mensdorff-Pouilly (1899–1989). Pár oddával pražský arcibiskup Josef Beran. Jednalo se o poslední velkou společenskou akci před zestátněním hradu. Karolína byla dámou Řádu hvězdového kříže a dámou Maltézského řádu.
Narodily se jim tři děti:
- 1. Karolina (* 8. 7. 1948 Dírná), kvůli šlechtickému původu nesměla studovat, od svých patnácti let pracovala v továrně v Soběslavi[11]
  - ⚭ (13. 6. 1981 Dírná) Čeněk Ohanka (* 19. 7. 1941 Praha)
- 2. Marie Terezie (* 31. 5.1954 Dírná), studovala na zdravotní škole[11]
  - ⚭ (12. 10.1981 Dírná) Pavel Novák (* 13. 4. 1952 Praha)
- 3. Eugen Václav (* 25. 4. 1961 Jindřichův Hradec)
  - ⚭ (30. 10. 1987 České Budějovice) Libuše Novotná (* 13. 2. 1965 Tábor)